# Аграте-Брианца
Аграте-Брианца (итал. Agrate Brianza) — город в Италии, в провинции Монца-э-Брианца области Ломбардия.
Население составляет 13 770 человек (на 2004 г.), плотность населения — 1172 чел./км². Занимает площадь 11 км². Почтовый индекс — 20041. Телефонный код — 00039.
Покровителем коммуны почитается святой Евсевий из Верчелли, празднование в первое воскресение октября.

## Города-побратимы
- Ческа-Тршебова, Чехия